# 三道河镇
三道河镇，是中华人民共和国河北省承德市兴隆县下辖的一个乡镇级行政单位。

## 行政区划
三道河镇下辖以下地区：
花水村、鸠儿峪村、西庄村、三道河村、东庄村、黄土岭村、偏岭子村、二堂村、灰窑峪村、常沟村、中兴村、雪山村、大东沟村、大石门村、常富村、杨树林村、黑峪沟村和洒河南村。